# Charlotte Motor Speedway
O Charlotte Motor Speedway, chamado antigamente de Lowe's Motor Speedway, é um circuito oval localizado em Concord aos arredores de Charlotte no estado da Carolina do Norte, Estados Unidos.
Sua forma é semelhante ao Atlanta Motor Speedway e o Texas Motor Speedway, possui 2,4 kms de extensão com inclinações nas curvas de 24° e de 5° nas retas e possui uma capacidade para 217 mil espectadores.
Construído em 1959, possui além do traçado oval externo um circuito misto de 3,6 km e um kartódromo de cerca de 960 metros.
O circuito recebe vários eventos da NASCAR por ano, entre esses o All Star Race que competem apenas vencedores da temporada anterior, ex-campeões, vencedores da prova no passado. Além de uma repescagem chamada de Monster Energy Open onde os vencedores de cada segmento, além do piloto mais votado pelo público se classificam para a All-Star Race. A prova oferece ao vencedor o prêmio de um milhão de dólares. Também recebe a prova mais longa do calendário que são as 600 milhas de Charlotte.
A partir da temporada de 2018, a Bank of America 500 deixará de ser realizada no oval e será realizada pela primeira vez no Roval de 2,28 milhas, juntamente com a prova da Xfinity Series que acontece no mesmo fim de semana.
A Indy Racing League correu algumas provas no circuito mas parou depois do acidente do dia 1º de maio de 1999 que vitimou 3 espectadores e feriu outros 8 após um pneu escapar de um dos carros que se acidentou durante a prova.